# Mecynidis spiralis
Mecynidis spiralis là một loài nhện trong họ Linyphiidae.
Loài này thuộc chi Mecynidis. Mecynidis spiralis được miêu tả năm 1986 bởi Rudy Jocqué & Scharff.